# 滝野 (札幌市)
滝野（たきの）は北海道札幌市南区にある地名。同区内の南東の一角を占める。

## 歴史
札幌の開拓が始まった明治初期、滝野一帯は深い森の中であり、木材の供給地として機能していた。1879年（明治12年）から翌1880年（明治13年）2月にかけて、開拓使は82馬力の水車を擁する製材工場・厚別（あしりべつ）水車器械場を建設した。しかし経営は苦しく、赤字がかさむ一方だった。
1882年（明治15年）に開拓使が廃止されたため、工場の管轄は工部省札幌工業課に遷された。さらに1883年（明治16年）には農商務省北海道事業管理局札幌工業事務所に移管。1884年（明治17年）には厚別木挽場と改称する。工場の稼動は木材を伐り尽くす明治20年代前半まで続いた。
木材工場の閉鎖後、一帯はしばらく無人になったが、1899年（明治32年）に土地の貸下げを受けた阿部仁太郎によって開墾が始められた。小作人の多くは大曲から入植してきており、やがて仁太郎から土地の分譲を受けている。なお、すでに工場が閉鎖されて久しかったが、1902年（明治35年）に付けられた地名は器械場だった。
1913年（大正2年）、開拓記念碑が建立される。
1944年（昭和19年）、アシリベツの滝にちなんで、地名が滝野へと改称される。
1953年（昭和28年）、周辺の土地がアメリカ軍の演習地として接収され、その影響で過疎が進行する。軍撤収後の1960年（昭和35年）、演習場の跡地に農地を共同所有する「パイロットファーム」が開設されたが、不振に終わった。しかし1970年代から動き出した滝野すずらん丘陵公園の建設によって、一帯は観光地として活気を帯びるようになった。
なお、公園の造成に伴い、1982年（昭和57年）には神社と開拓記念碑が北側に移設されている。

## 自然
滝野は隣接する清田区有明と並んで滝が多い。滝野周辺は約4万年前に支笏湖を形成した火山からの火砕流堆積物が厚く、その一部は溶結凝灰岩となっている。強溶結の部分は堅くて川の下方浸食を受けにくいので、やわらかい火山灰地層との境目で高低差ができ、滝が形成される。その滝が強溶結を削りながら後退していく過程で、川の本流と支流の合流点を越えると、本流に加えて支流にも新たに滝ができる。一帯に滝が多いのはこうした理由によると考えられる。
- 厚別川
  - アシリベツの滝
  - 鱒見の滝
- 野牛山

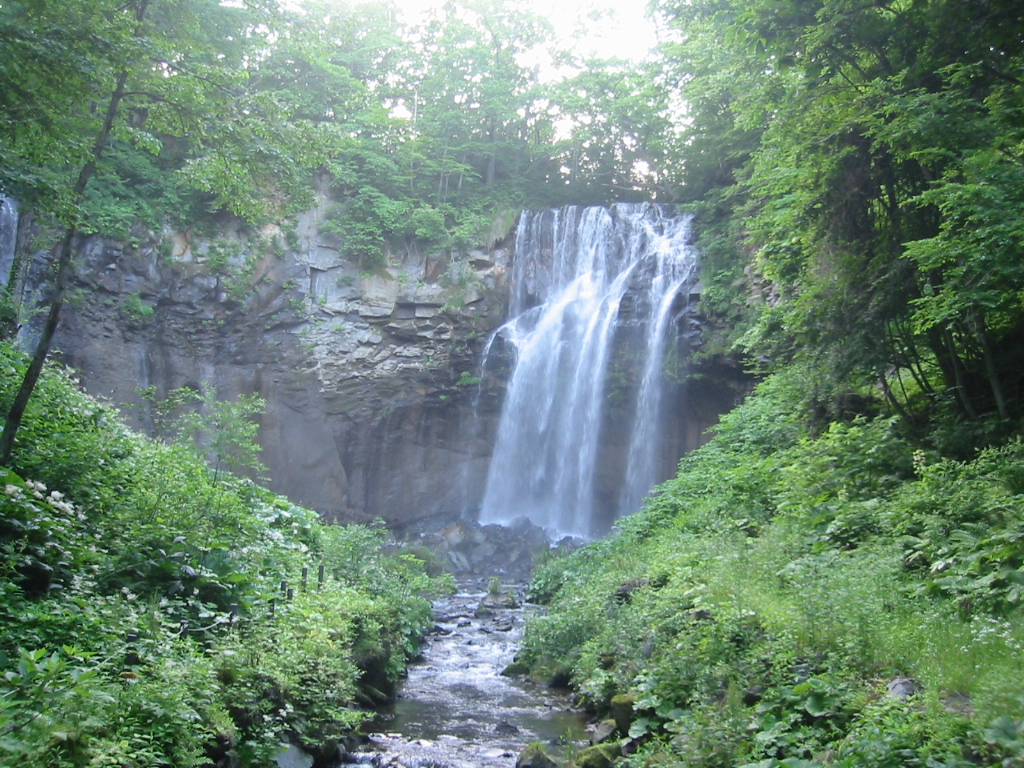
アシリベツの滝
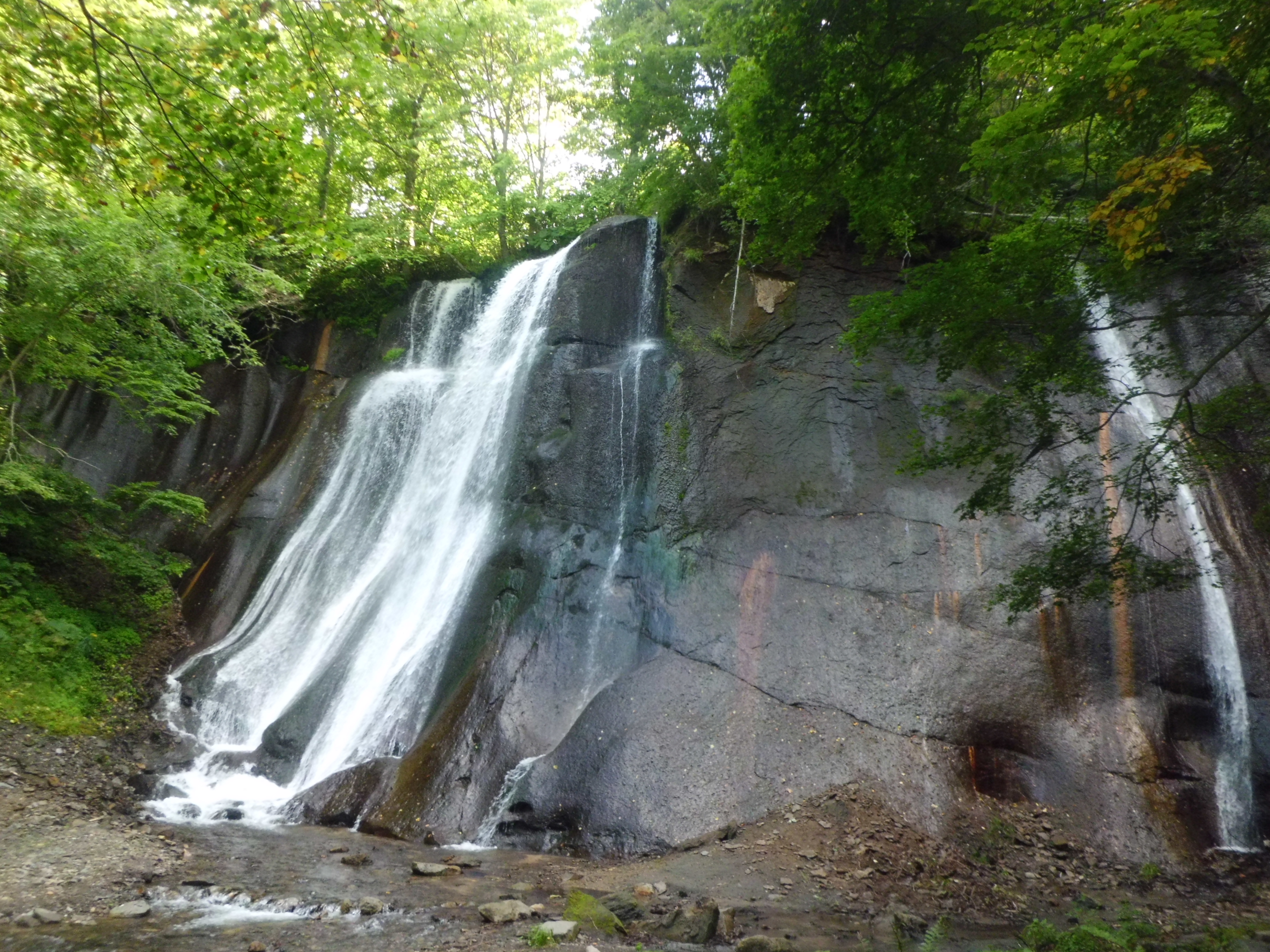
鱒見の滝

## 施設

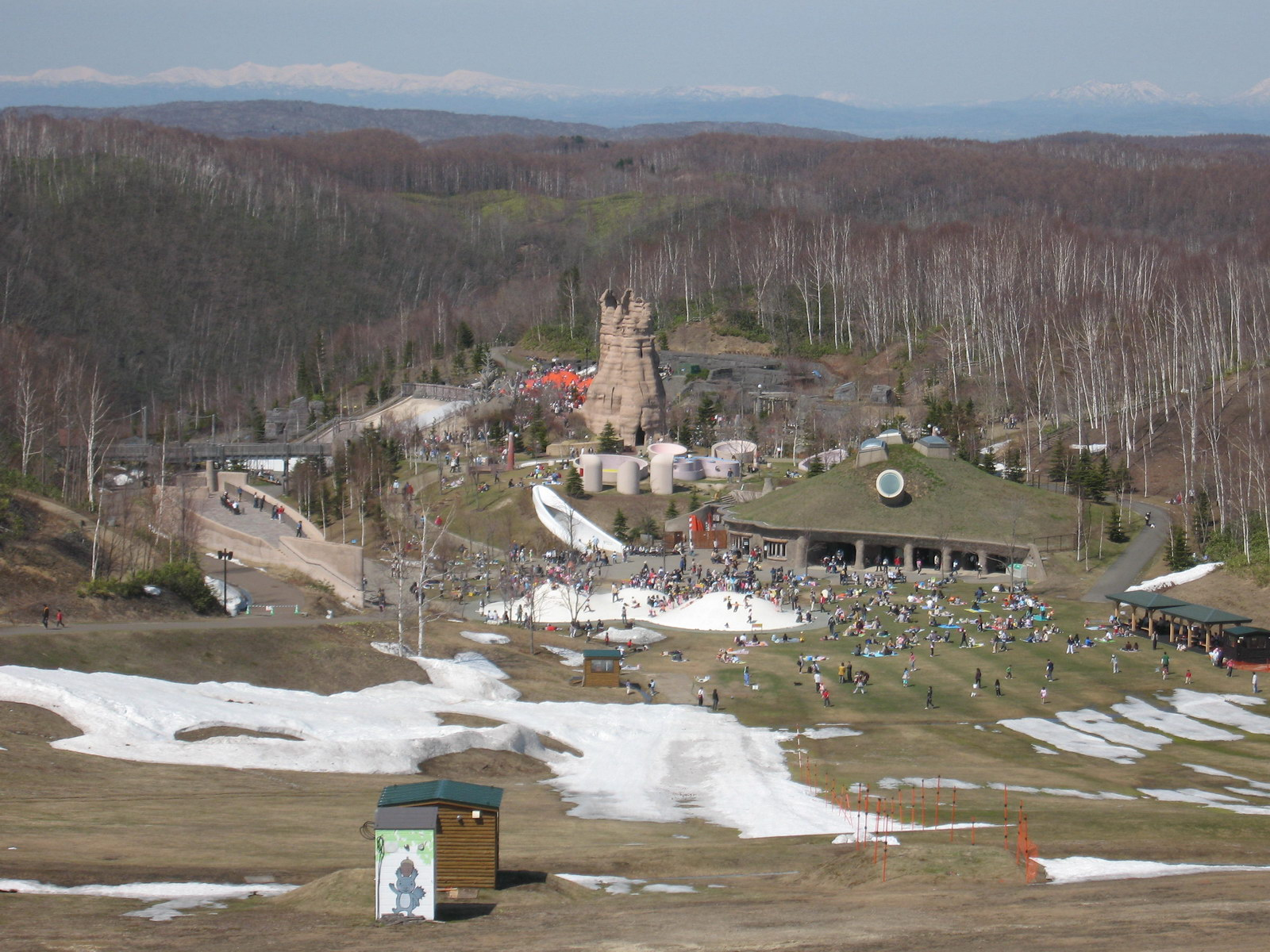
滝野すずらん丘陵公園
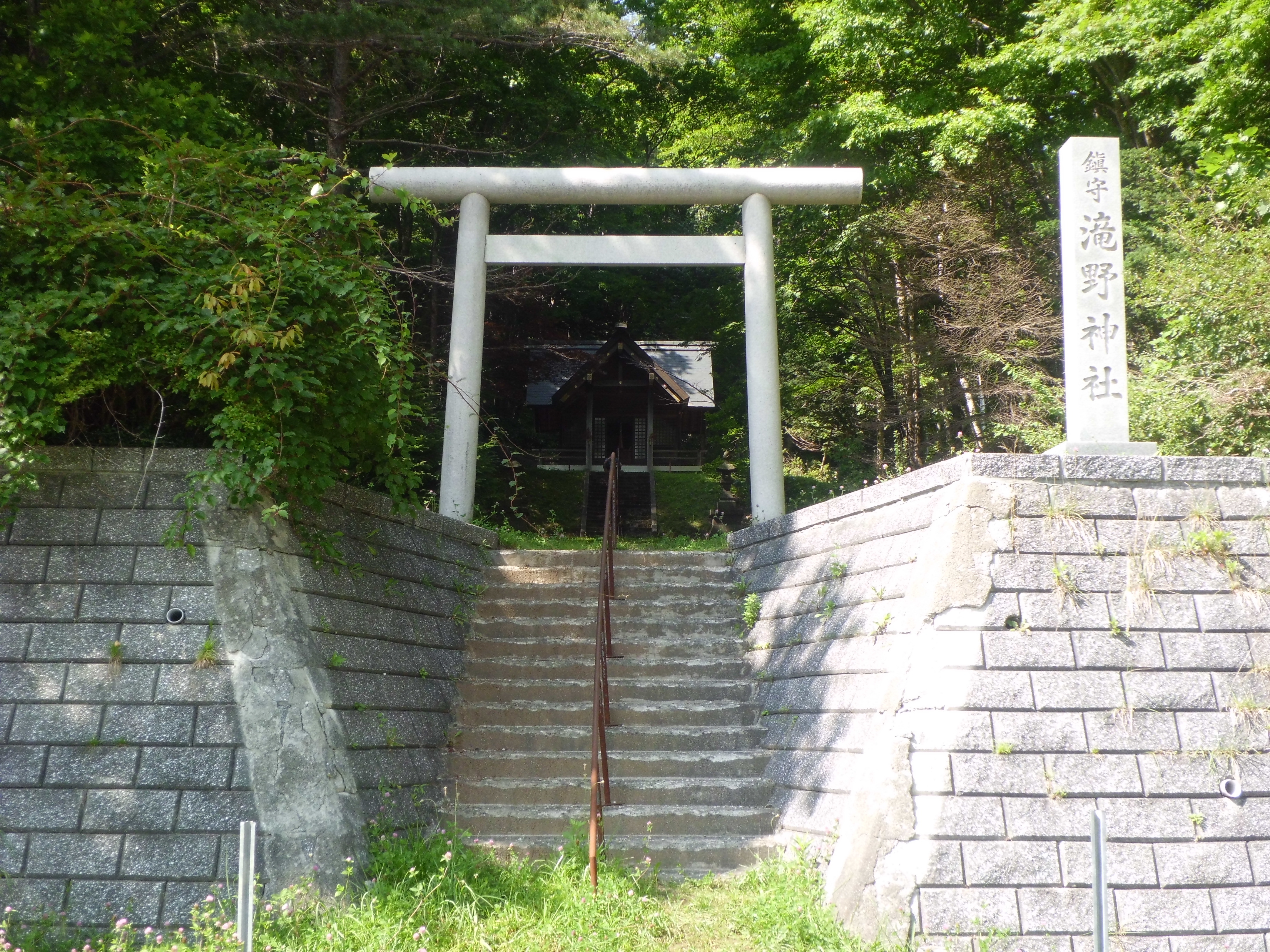
滝野自然学園
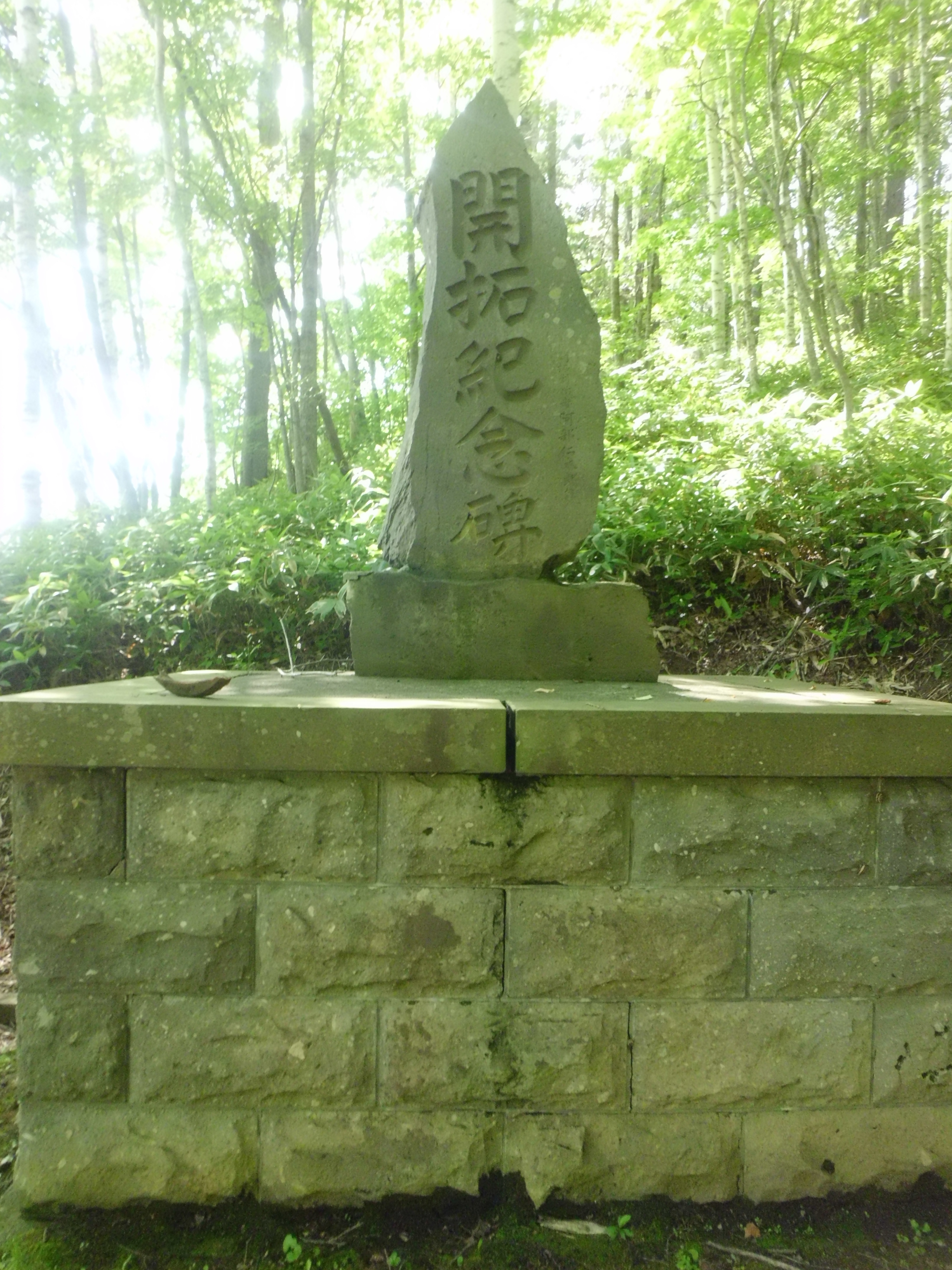
滝野神社
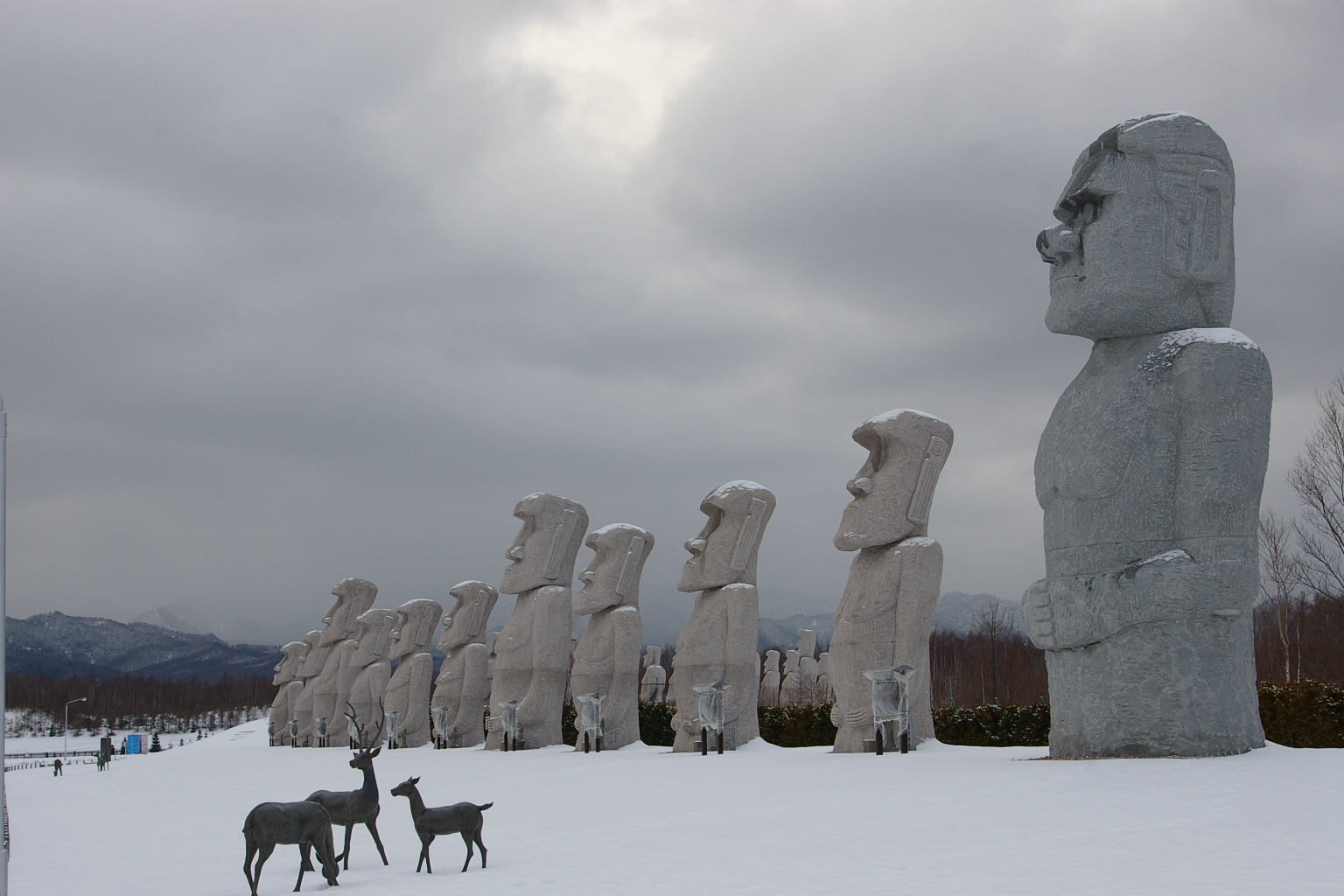
真駒内滝野霊園
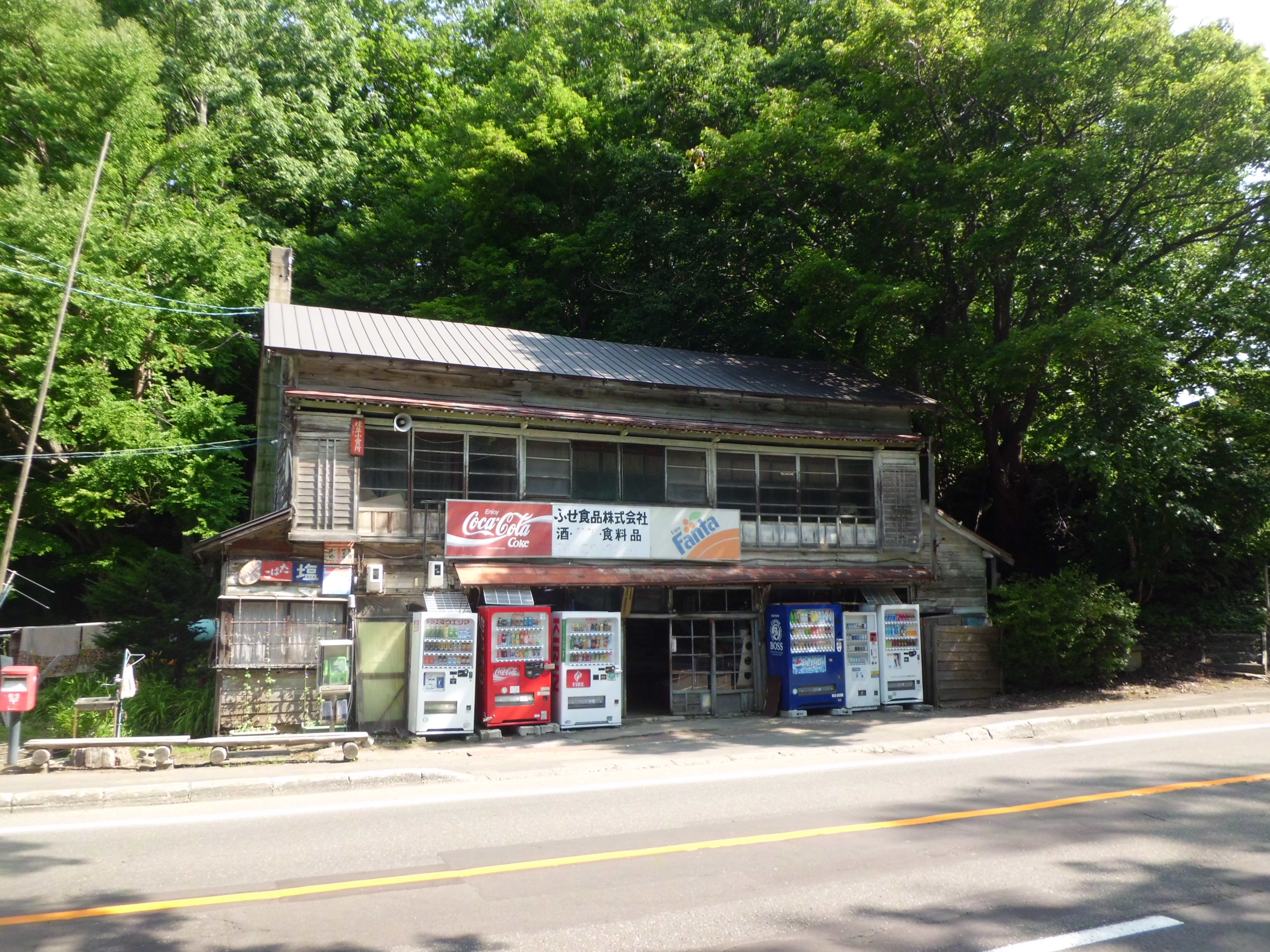
ふせ食品
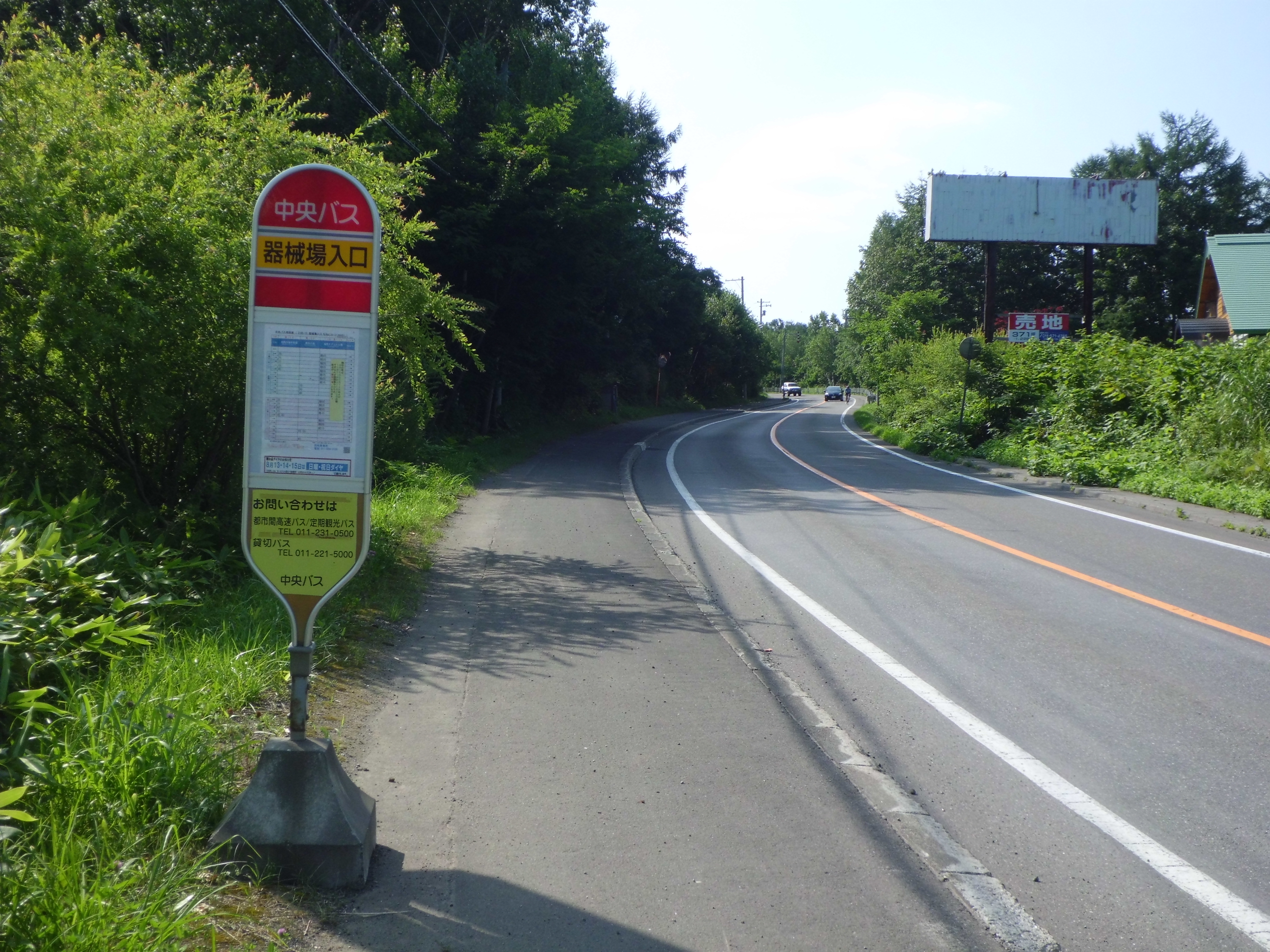
21世紀に器械場の名を残すバス停「器械場入口」

- 滝野すずらん丘陵公園
- 滝野神社
- 滝野開拓記念碑
- 大モアイ像（真駒内滝野霊園）
- ふせ食品
- 21世紀に器械場の名を残すバス停「器械場入口」